# Stevige strandschelp
De stevige strandschelp (Spisula solida) is een zeer dikschalige schelp. De top ligt ongeveer in het midden. De buitenkant is vrijwel glad met alleen groeilijnen. Het afgeplatte gedeelte aan beide kanten van de top is waaiervormig gegroefd.

Rechter en linker klep van hetzelfde exemplaar:
Rechter klep
Linker klep

## Grootte
Lengte tot 55 mm, hoogte tot 40 mm. Meestal iets kleiner.

## Kleur
Verse exemplaren zijn crèmewit of grijswit met een grijsgele opperhuid (periostracum). Strandmateriaal is gewoonlijk min of meer verkleurd.

## Voorkomen
Losse, oude, kleppen komen algemeen voor in schelpenbanken. Naar verhouding echter véél minder dan de Halfgeknotte strandschelp. Verse kleppen en doubletten zijn behoorlijk zeldzaam.